# Thymoites simplex
Thymoites simplex es una especie de araña araneomorfa del género Thymoites, familia Theridiidae. Fue descrita científicamente por Bryant en 1940.
Habita en Cuba.